# Belka skrętna

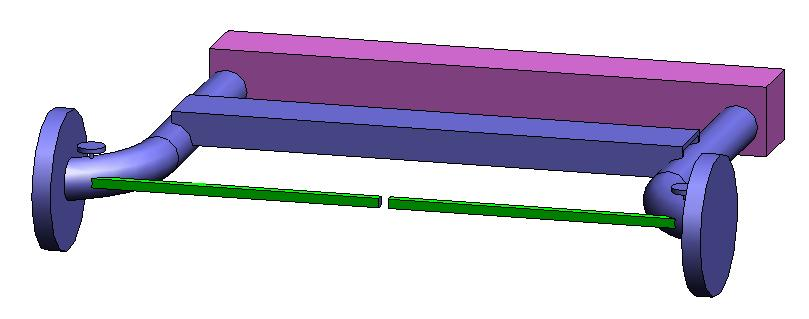
Model belki skrętnej, zielona linia oznacza oś zawieszenia

Belka skrętna (oś zespolona) – rodzaj zawieszenia kół nienapędzanej osi tylnej. Stosowana najczęściej w małych, tanich samochodach z uwagi na prostotę konstrukcji i cenę. Cechuje się małymi gabarytami, przez co umożliwia zabudowę głębokiego bagażnika.
Zbudowana jest z dwóch wahaczy wleczonych połączonych belką, najczęściej o otwartym, omegowym przekroju. Belka jest podatna na skręcanie (stąd nazwa). Umożliwia to w pewnym zakresie swobodny obrót wahaczy względem siebie, ale usztywnia całość w kierunku poprzecznym do osi samochodu.